# IPad (8-го поколения)
iPad 10,2 дюйма (официально iPad 8-го поколения или iPad 2020) — это бюджетный планшетный компьютер, разработанный и продаваемый компанией Apple Inc. в качестве преемника iPad 7-го поколения. Восьмое поколение было представлено 15 сентября 2020 года, а выпущено — 18 сентября 2020 года.

## Отличия от iPad (7-го поколения)
Планшет практически не отличается от своего предшественника, за исключением более быстрого и мощного процессора Apple A12 Bionic, впервые дебютировавшем в линейке iPhone XS и iPhone XR 2018 года выпуска.

## Функции
В iPad восьмого поколения используется тот же дизайн, что и в iPad седьмого поколения, с 10,2-дюймовым экраном с разрешением 1620 на 2160 пикселей при плотности пикселей 264 пикселей на дюйм, поддержкой Touch ID и совместимостью со Smart Connector.
Он использует чип Apple A12 Bionic, который, по утверждению Apple, обеспечивает на 40% более быстрый 6-ядерный процессор и в 2 раза более быстрый 4-ядерный графический процессор по сравнению с процессором предыдущего поколения. Это первый планшет iPad с Neural Engine — компонентом, представленным вместе с процессором Apple A11. Это последний планшет iPad с белыми рамками экрана в моделях серебряного и золотого цвета; все планшеты iPad (9-го поколения) имеют черные лицевые панели.
iPad восьмого поколения совместим с Apple Pencil первого поколения, Smart Keyboard и насадками для клавиатуры, совместимыми с Smart Connector.
Он был выпущен под управлением iPadOS 14, а iPadOS 15 была представлена позже на WWDC 2021.

## Прием
Майлз Сомервилл из 9to5Mac считает, что планшет является выгодным предложением в своей ценовой категории. Он описал его как внешний вид, почти идентичный своему предшественнику, но с улучшенным временем автономной работы, повышенной производительностью благодаря обновлению с Apple A10 Fusion до Apple A12 Bionic и лучшей чувствительностью экрана для использования Apple Pencil, продолжая при этом плохую реализацию Apple Pencil. зарядка в перпендикулярном направлении от порта Lightning планшета. Он нашел его достаточным для основных занятий, игр, повседневного потребления контента и общей многозадачности, хотя и не соответствует iPad Pro 2020 года или одновременно выпущенному iPad Air четвертого поколения, отчасти из-за его дисплея, который поддерживает только частоту обновления 60 Гц. вместо 120 Гц. Он особенно осудил решение Apple оставить 1,2-мегапиксельную камеру на передней панели планшета, что может стать сильным негативным фактором для целевой аудитории студентов, которые могут планировать использовать устройство для занятий телеконференций на таких платформах, как Zoom.
Скотт Стейн из CNET оценил планшет на 8,1 балла из 10. Штейн похвалил его за более быструю обработку, которая обрабатывала iPadOS лучше, чем предыдущие модели, лучшую поддержку Apple Pencil и корпусов клавиатуры, а также более быстрое зарядное устройство, входящее в комплект поставки. Он обвинил его в больших лицевых панелях, из-за которых экран кажется тесным во время многозадачности с двумя открытыми приложениями, в отсутствии поддержки Apple Pencil второго поколения и более новых корпусов Magic Keyboard, в устаревшей камере 720p, которая плохо работает. в ландшафтном режиме телеконференций из-за размещения дисплей ограничен частотой обновления 60 Гц и не имеет автоматической регулировки цветовой температуры True Tone, а также недостаточно 32 гигабайт памяти для модели начального уровня.
Дэвид Прайс из Macworld UK поддержал многие другие критические замечания, отметив, что эта модель iPad найдет аудиторию среди обычных потребителей, которые не обновляли свои iPad годами. Он описал продолжающийся дизайн как «достаточно удобный» для типичного контента, с продуманными штрихами, но устаревший вид из-за больших лицевых панелей, и приветствовал продолжающееся включение разъема для наушников и задней камеры, которая находится на одном уровне с корпусом планшета. Он отметил, что отсутствие ламинирования экрана и последующее изгибание экрана во время прикосновений могут быть заметны пользователям планшетов более высокого класса, что отсутствие вспышки на задней или передней камере будет препятствовать проведению телеконференций при слабом освещении и использованию FaceTime Video, а также что включенный объем оперативной памяти был низким по сравнению с другими планшетами.